# Europacup II hockey vrouwen 2008
De 18de editie van de Europacup II voor vrouwen werd gehouden van 21 maart tot en met 24 maart 2008 in Parijs. Er deden acht teams mee, verdeeld over twee poules. Deze editie van de Europacup II werd gewonnen door Berliner HC.

## Poule-indeling

### Poule A
- CD Terrassa
- Slough HC
- Glasgow Western
- Kolos Borispol

### Poule B
- Berliner HC
- Amsterdam H&BC
- HC Tekstilschik Bar GU
- St Germain HC

## Poulewedstrijden

### Vrijdag 21 maart 2008
- 10.00 A CD Terrassa - Kolos Borispol (1-2) 3-2
- 12.00 A Slough LHC - Glasgow Western (1-0) 3-1
- 14.00 B Amsterdam H&BC - HC Tekstilschik Bar GU (4-0) 9-0
- 16.00 B Berliner HC - St Germain HC (3-0) 5-0

### Zaterdag 22 maart 2008
- 10.00 A CD Terrassa - Glasgow Western (0-0) 0-2
- 12.00 A Slough LHC - Kolos Borispol  (1-0) 1-0
- 14.00 B Berliner HC - HC Tekstilschik Bar GU (5-0) 13-0
- 16.00 B Amsterdam H&BC - St Germain HC (2-0) 5-0

### Zondag 23 maart 2008
- 10.00 A Glasgow Western - Kolos Borispol (0-0) 1-0
- 12.00 A CD Terrassa - Slough LHC (2-1) 2-2
- 14.00 B HC Tekstilschik Bar GU - St Germain HC (0-2) 2-3
- 16.00 B Berliner HC - Amsterdam H&BC (0-1) 1-1

## Uitslag poules

### Uitslag poule A
1. Slough LHC (7)
2. Glasgow Western (6)
3. CD Terrassa (4)
4. Kolos Borispol (0)

### Uitslag poule B
1. Berliner (7)
2. Amsterdam H&BC (7)
3. St Germain (3)
4. HC Tekstilschik (0)

## Finales

### Maandag 24 maart 2008
- 08.00 4e A - 3e B Kolos Borispol - St Germain (2-1) 4-2
- 10.15 3e A - 4e B CD Terrassa - HC Tekstilschik (2-0) 6-1
- 12.30 2e A - 2e B Glasgow Western - Amsterdam (0-3) 0-6
- 14.45 1e A - 1e B Slough LHC - Berliner HC (0-1) 3-3, Berliner HC wint na strafballen met 1-2

## Einduitslag
1.  Berliner HC 

2.  Slough HC 

3.  Amsterdam H&BC 

4.  Glasgow Western

5.  Kolos Borispol

5.  CD Terrassa

7.  St Germain

7.  HC Tekstilschik Bar GU  

Mannen:
1990 ·
Terrassa 1991 ·
Vught 1992 ·
Birmingham 1993 ·
Terrassa 1994 ·
Cagliari 1995 ·
Den Haag 1996 ·
Reading 1997 ·
's-Hertogenbosch 1998 ·
Amsterdam 1999 ·
Terrassa 2000 ·
's-Hertogenbosch 2001 ·
Eindhoven 2002 ·
Terrassa 2003 ·
Eindhoven 2004 ·
Lille 2005 ·
Reading 2006 ·
Madrid 2007 

Opgegaan in de Euro Hockey League
Vrouwen:
1991 ·
Vught 1992 ·
Birmingham 1993 ·
Cardiff 1994 ·
Groningen 1995 ·
Rotterdam 1996 ·
Utrecht 1997 ·
Leuven 1998 ·
Terrassa 1999 ·
Keulen 2000 ·
Rome 2001 ·
Ourense 2002 ·
Rotterdam 2003 ·
Laren 2004 ·
Keulen 2005 ·
Edinburgh 2006 ·
Madrid 2007 ·
Parijs 2008 ·
Manchester 2009

Opgegaan in de Europcacup I